# 丹波市消防本部
丹波市消防本部（たんばししょうぼうほんぶ）は、兵庫県丹波市の消防部局（消防本部）。管轄区域は丹波市全域である。
2004年11月1日の新設合併による丹波市発足に伴い、合併前の6町で設立していた氷上郡広域行政事務組合（1980年4月1日消防本部設置）が合併前日をもって解散し、丹波市に承継した。氷上郡広域行政事務組合消防本部は丹波市消防本部となった。
消防無線のデジタル化に伴い、平成25年度に本部庁舎の増築と訓練塔を整備し、平成26年度には高機能消防指令センター及び消防救急デジタル無線システムを整備した。

## 概要
- 消防本部：丹波市柏原町母坪371-1
- 管内面積：493.28km2（丹波市全域）
- 職員定数：84人（内2名が女性消防吏員）
- 消防署：1箇所
  - 出張所：2箇所（山東・山南）
  - 救急駐在：2箇所（青垣・市島）
※山南分駐所については常駐しているが、山東出張所については昼間は市島庁舎に駐在し、夜間は山東出張所に戻る。また、青垣駐在隊にあっても、昼間のみ青垣救急駐在所に駐在し、夜間は本署に戻る。よって、市島駐在隊、青垣駐在隊については日中のみの活動である。[要出典]。
- 主力機械（2023年6月1日現在）
  - 普通消防ポンプ自動車：3
  - 化学消防自動車：1
  - 救急自動車：6
  - 救助工作車：1
  - 指揮車：1
  - 支援車：1

- 階級
  - 消防司令長
  - 消防司令
  - 消防司令補
  - 消防士長
  - 消防副士長
  - 消防士

上記の通り、最高階級は消防司令長であり、消防長階級となっている。

## 消防署

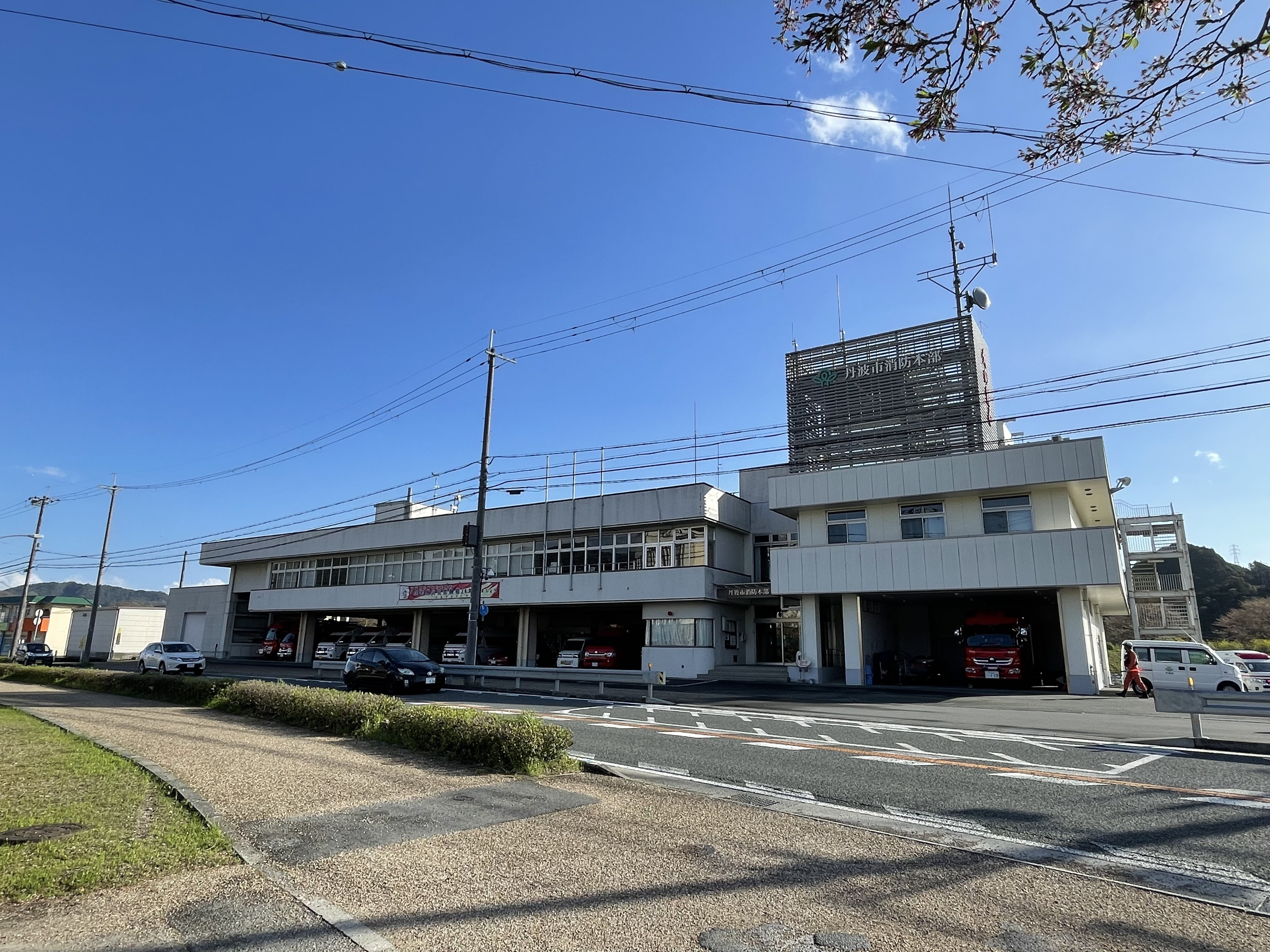
本署

消防署は、柏原町母坪に設置され、建物西側には駐車場兼運動場兼ヘリポートがある。運動場では、毎朝、職員による朝礼とラジオ体操が行われるが、外気温が0℃以下の場合あるいは、雨天の場合には屋内にて実施される。写真右側の建物は増築されたもので、２階には前述の高機能消防指令センターが設置されている。
建物１階北東側にガレージがあり、後述の車両が配置されている。１階南西側には、建物東南側から順に、女性仮眠室、仮眠室、食堂、トイレが設置されている。２階は消防長室、事務所、救命講習や防火管理者講習を行う会議室、トレーニングルーム、通信指令室が設置されている。
山南分駐隊、青垣駐在隊、市島駐在隊が出動した際は、「〇〇隊、出動。」帰署した際には「〇〇隊、帰署。」という館内放送が実施される。
　

## 山南分駐所

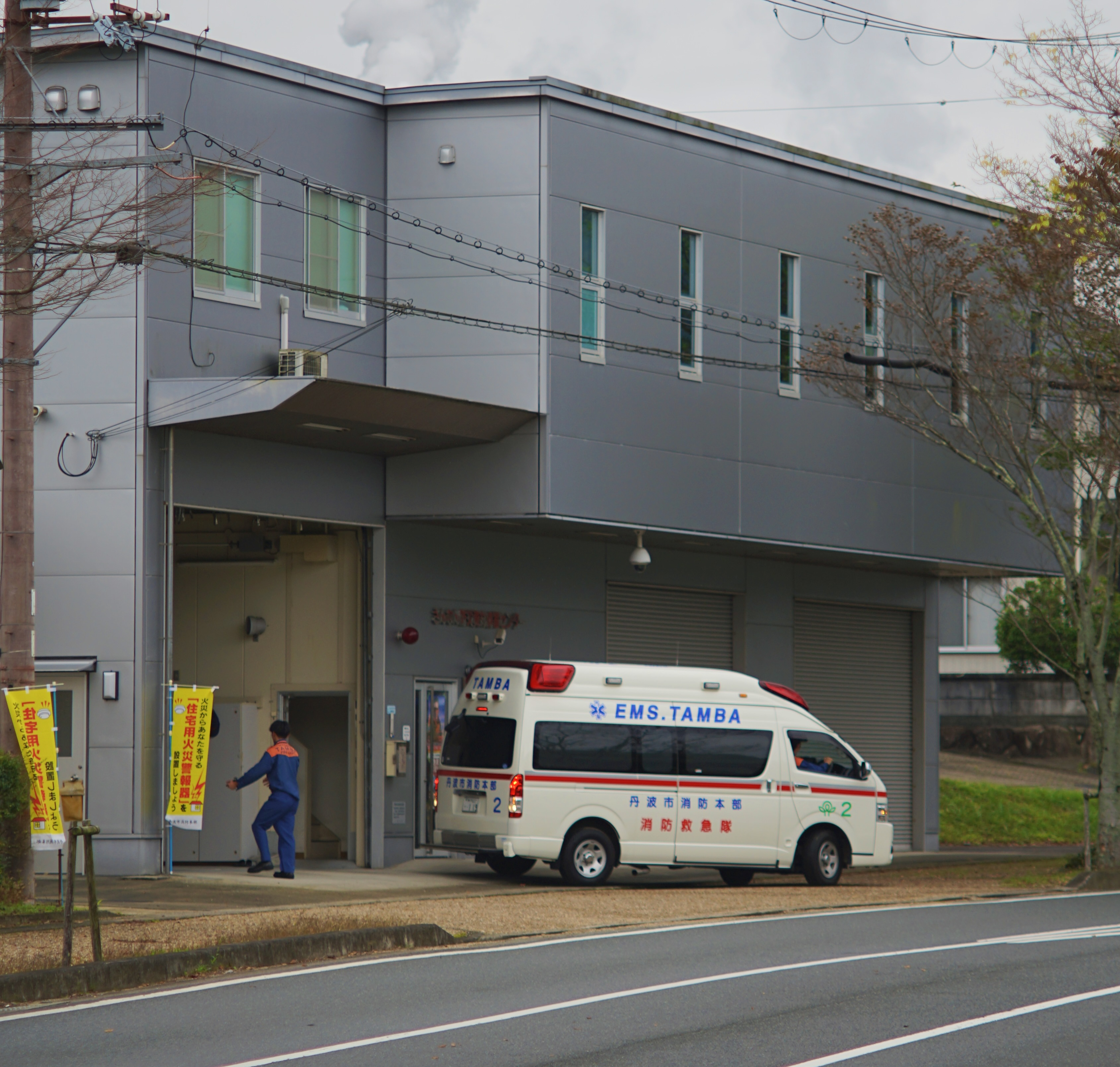
山南分駐所に帰署する丹波2

山南分駐所は、丹波市役所山南庁舎の南側に位置し、さんなん防災資材備蓄センター横のガレージに車両が配置されている。一階は執務室、二階は仮眠や食事が取れるようになっており、24時間の運用が可能である。また、救急車横にはトレーニングスペースや資機材の収納庫がある。玄関前にカメラが設置されており、後述の通り本署の通信指令室から24時間、映像を確認できる。
山南消防係は当務第１と当務第２から成り、消防司令補が５名（内係長１名）、消防士長が２名、消防副士長が１名の計８名が配置され、当番隊４名でポンプ車１台と高規格救急車１台を運用。消防隊及び救急隊の乗換1隊である。
主に山南地域における救急隊、消防隊到着時間の短縮のために設置されている。

## 山東出張所

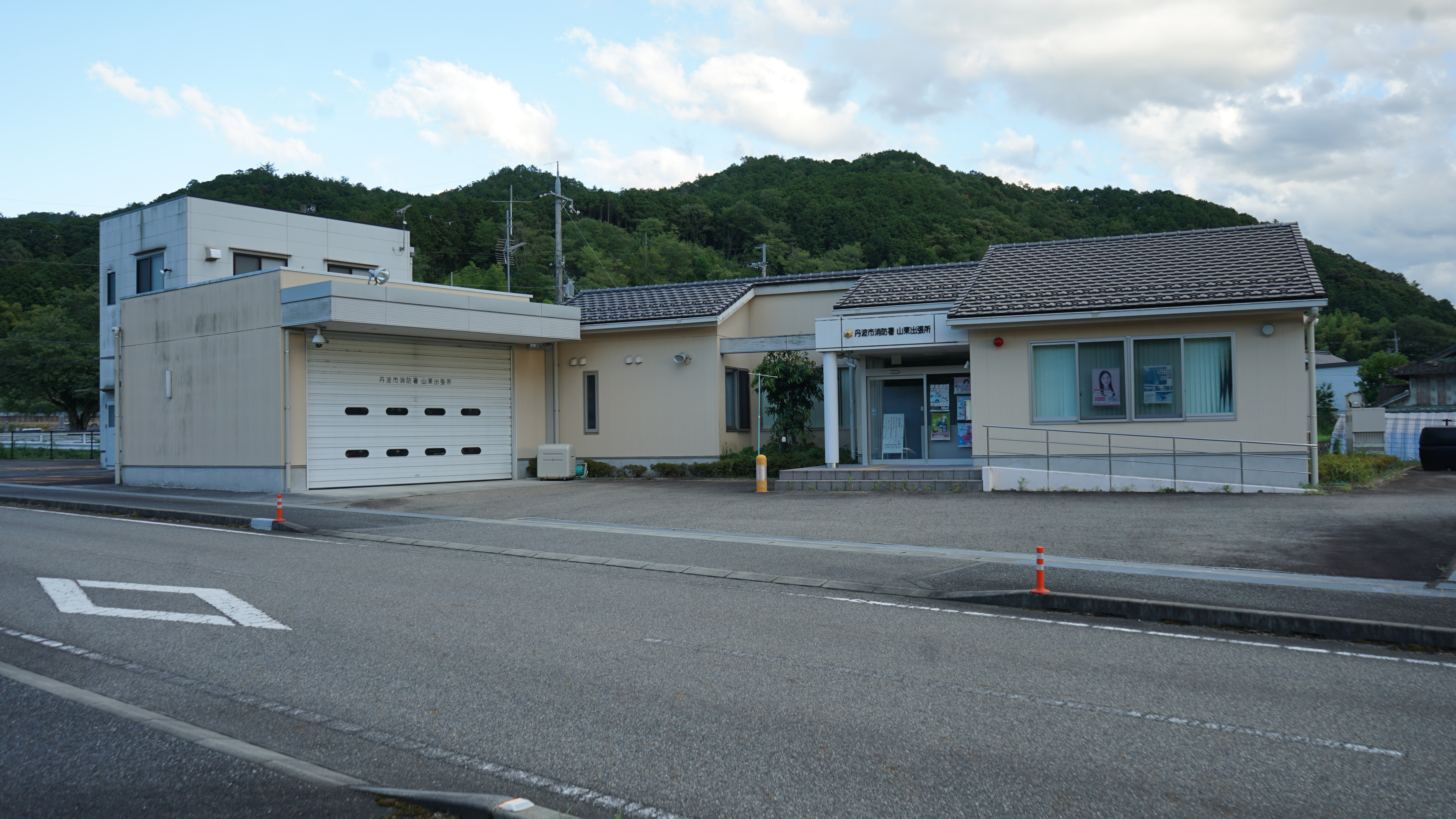
山東出張所

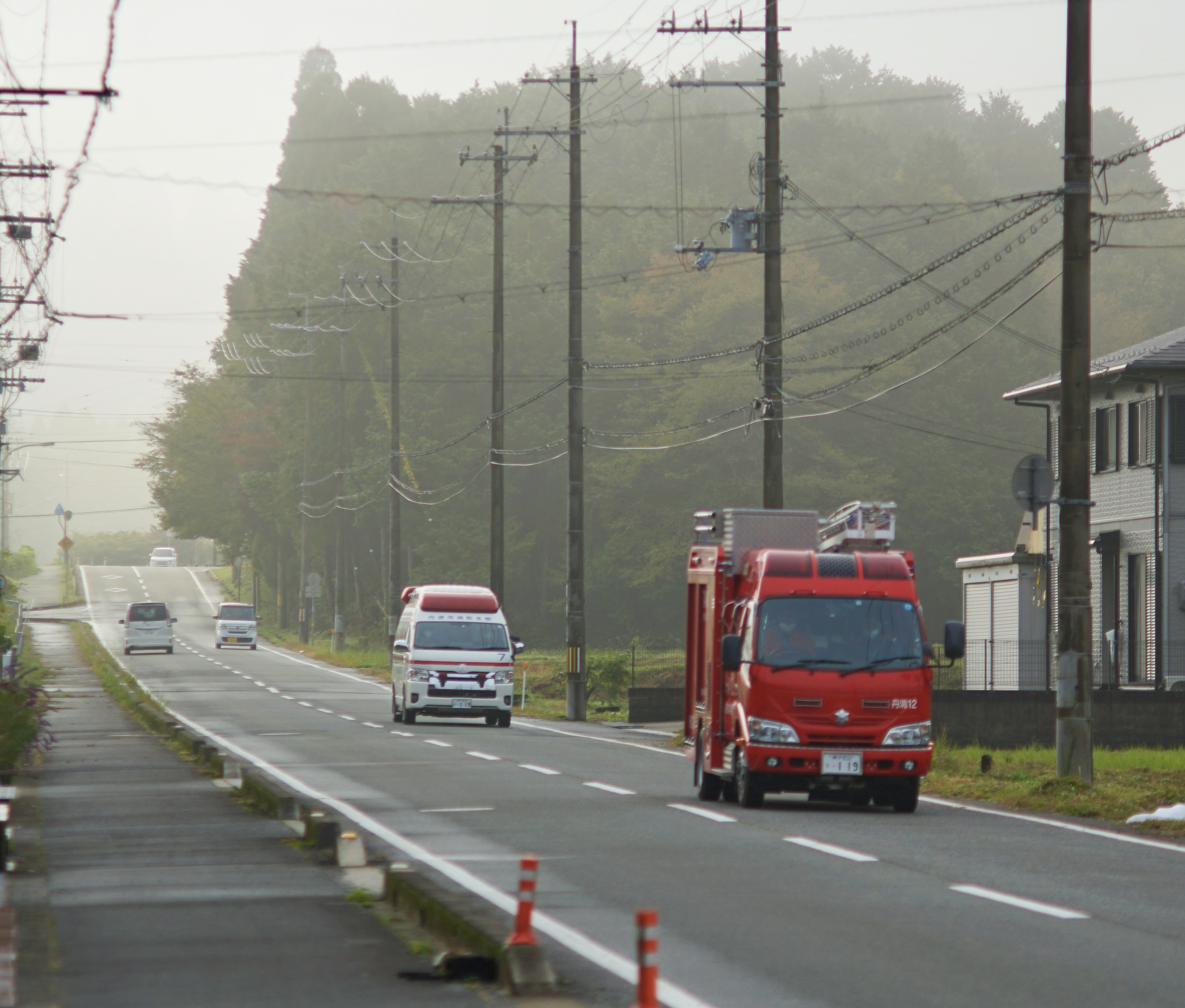
山東出張所から市島庁舎へ移動中の市島駐在隊

山東出張所は、丹波市クリーンセンター（愛称：クリーンパーク丹波）西側に位置している。平屋造の建物の中に仮眠室や執務室を備え24時間の運用が可能である。ガレージ上部にカメラが設置されており、後述の通り本署の通信指令室から24時間、映像を確認できる。
山東消防係は当務第１と当務第２から成り、消防司令補が５名（内係長１名）、消防士長が２名、消防副士長が2名の計9名が配置され、当番隊４名でポンプ車１台と高規格救急車１台を運用。消防隊及び救急隊の乗換1隊である。また、日中は４名での運用であるが、内1名は日勤者であるため山東出張所帰署後、3名での運用に変換される。日勤者が本署からの補勤者で運用される場合もある。前述の通り、昼間は市島庁舎に駐在し、夜間は山東出張所に戻る。昼間は市島駐在隊として運用される。
山東出張所が設置される前は、国領ふるさと館（春日町国領９０７−１）に駐在していた時期もあった。

春日地域においては、現場到着時間の中間地点であるため、主に稲塚、古河地域を境界に東側が山東救急隊、西側を本署隊が対応している。
主に春日、市島地域における救急隊、消防隊到着時間の短縮のために設置されている。

## 市島救急駐在所

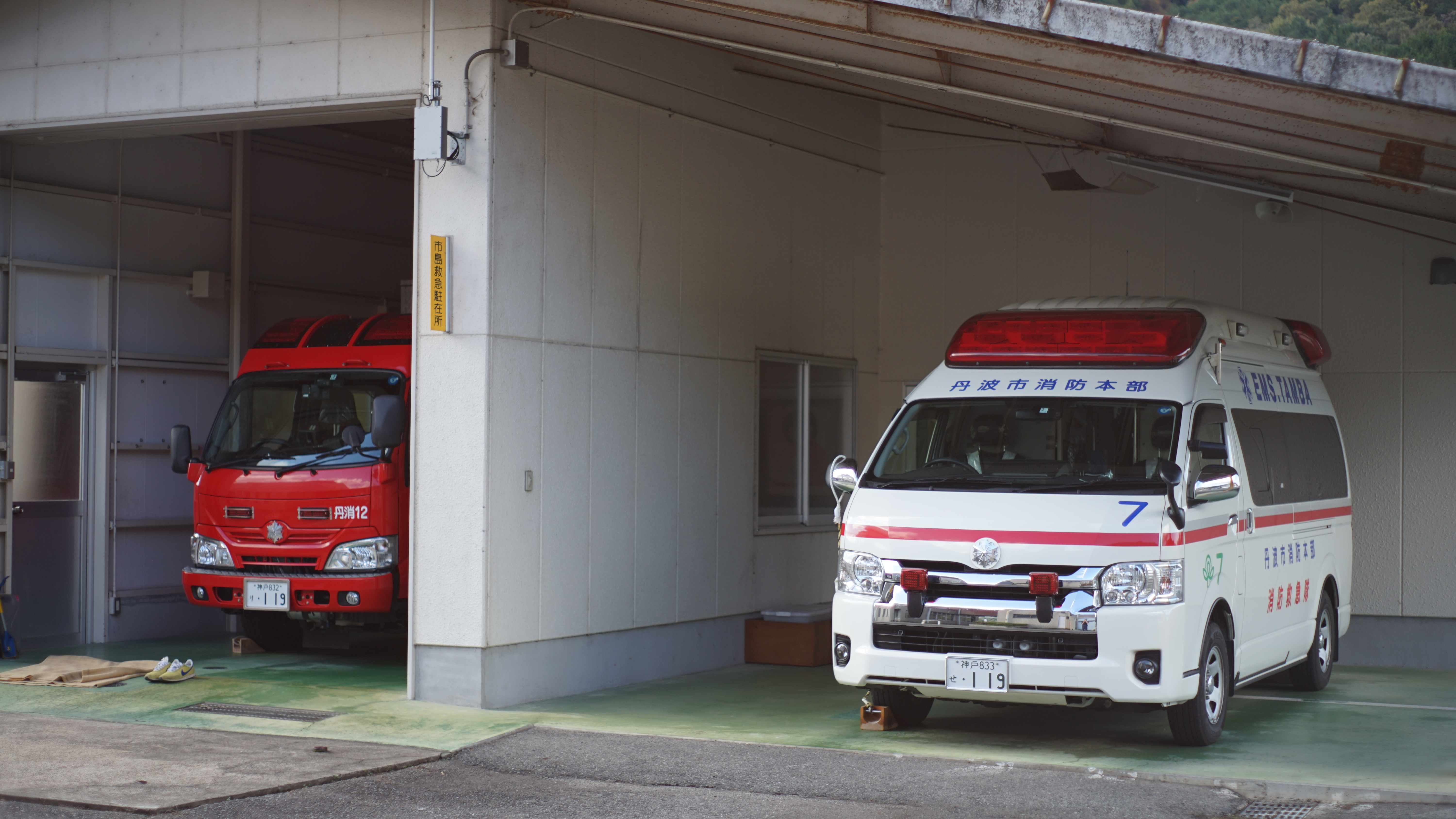
市島庁舎に駐在する市島駐在隊

市島救急駐在所は、丹波市役所市島庁舎の西側に位置し、午前8時30分から午後5時00分まで消防隊及び救急隊の乗換1隊を確保する災害業務対応方式で運用されており、当該隊は山東出張所から上記時間に配置される。
先述より、市島駐在中の春日地域の救急出動においては、現場到着時間の中間地点を取り対応している。

市島庁舎の建て替えに伴い、令和5年5月から約2年間はライフピアいちじまオープンスペース （市島町上田814番地）で支所業務を行なっているが、市島救急駐在所にあっては、これまでと同様に市島庁舎にて駐在している。

## 青垣救急駐在所

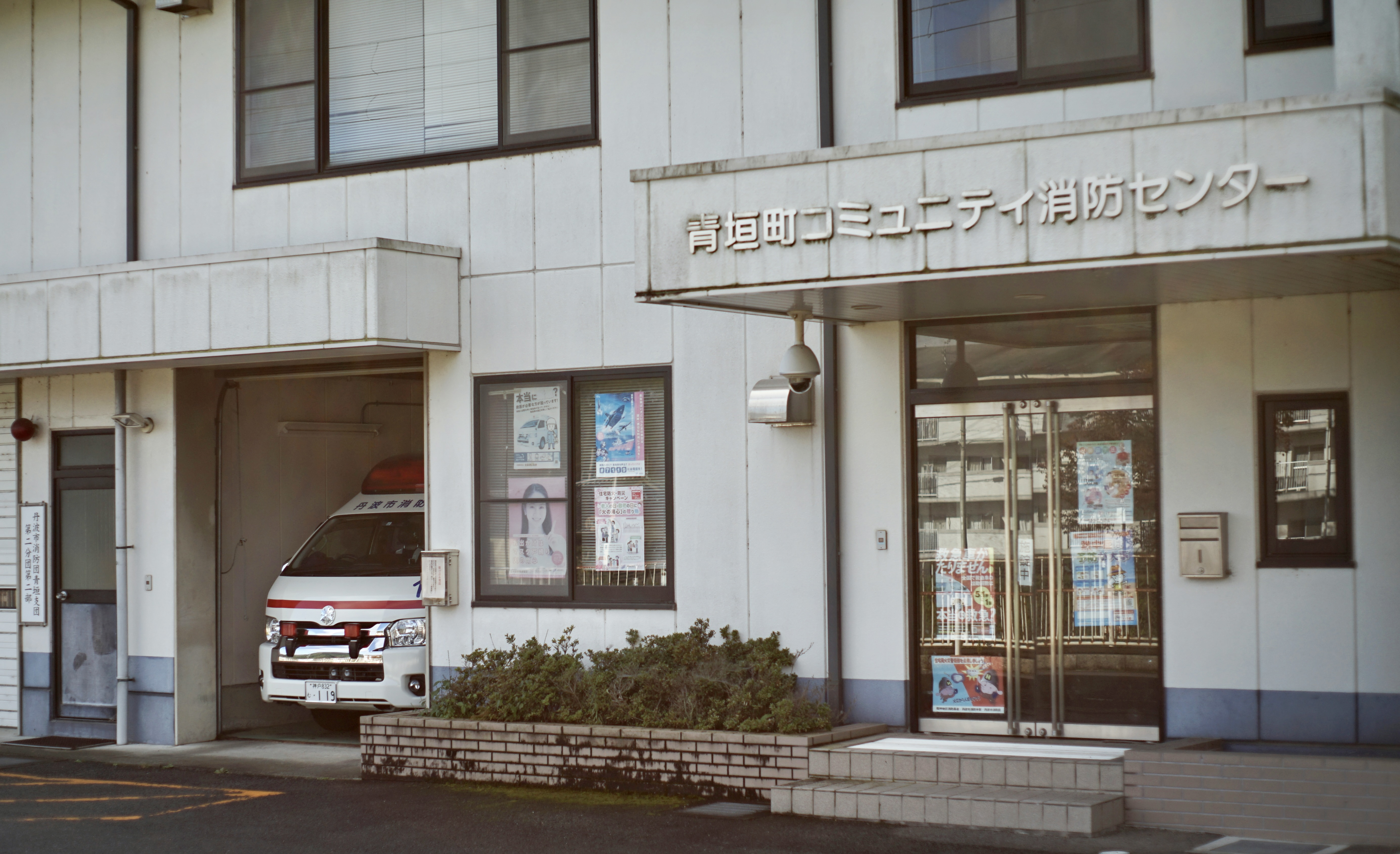
青垣町コミュニティ消防センターに配置される青垣駐在隊

青垣救急駐在所は、青垣町コミュニティ消防センター内に設置され、月曜日から金曜日までの午前8時30分から午後5時15分まで救急隊1隊を確保する災害業務対応方式で運用されており、当該救急隊は本署から上記時間に配置される。なお、毎朝行われる無線点検にあっては、当該隊は定刻までに移動し、青垣駐在所にてハンディ機を用いて実施される。

令和３年度の覚知から現場到着までの所要時間は、丹波市全体の平均が10.7分のところ、青垣地域は、14.8分を要しているため、青垣救急駐在所の24時間運用が求められているが、人員不足により困難となっている。

## 管内火災発生状況

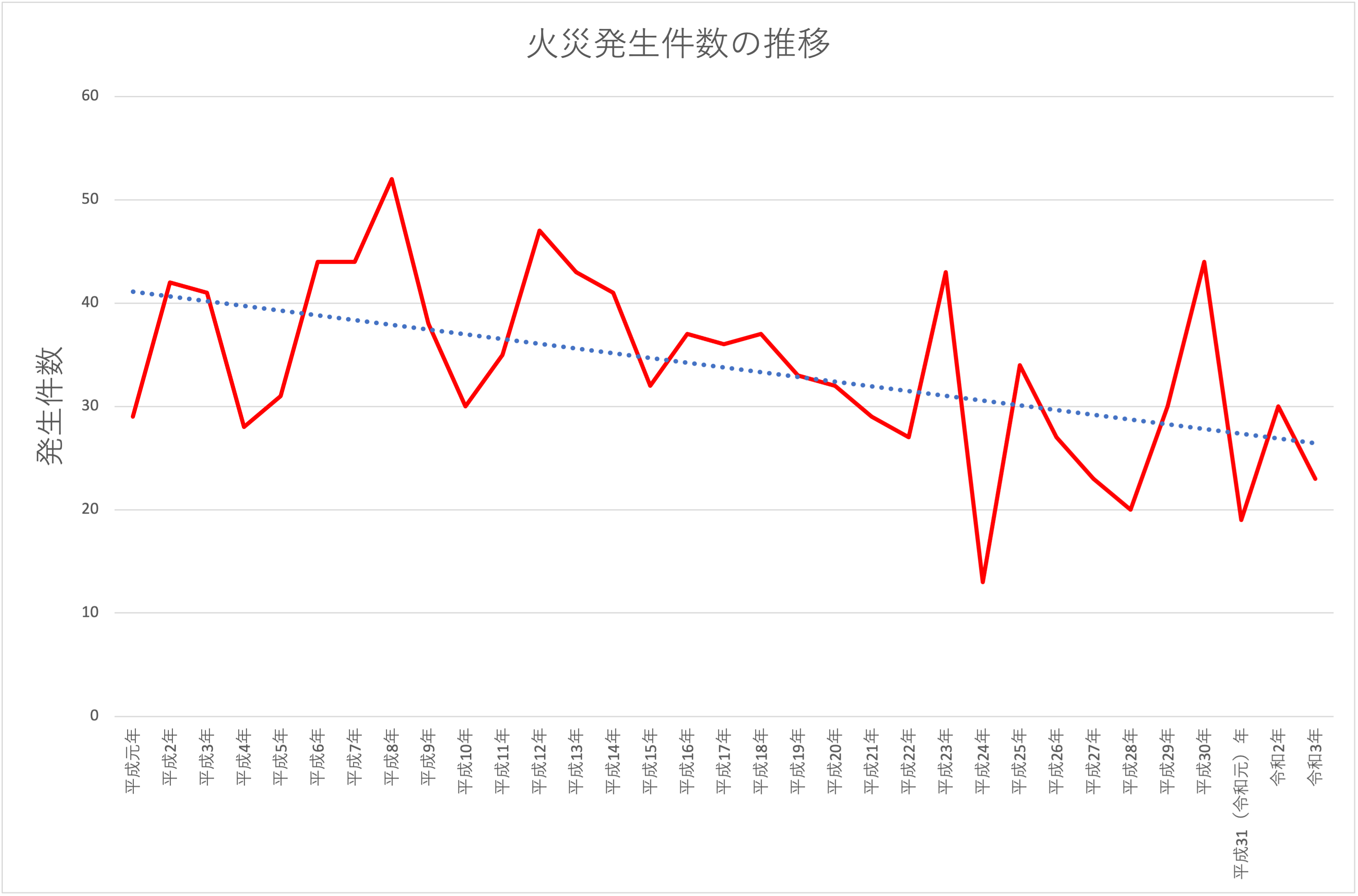
丹波市消防本部管内で発生した火災件数の推移

丹波市の火災原因として「焼却中にその場を離れる」や「残り火の処置が不十分」など人為的な要因が原因で火災に至ったものが大半を占めている。
人為的要因の発生が多いことを踏まえ、丹波市消防本部では火災予防の啓発活動を積極的に実施し、市民の防火意識の高揚を図るとともに、住宅用火災警報器設置の普及と適正管理に努め、火災の減少と被害の軽減に努めている。
ポンプ車1台に占める地域面積が広大であるため、消防隊の現場到着までに時間を要するが、消防団含め市民による初期消火が実施されている場合が多く延焼防止に効果が見られる。

## 管内救急出動状況

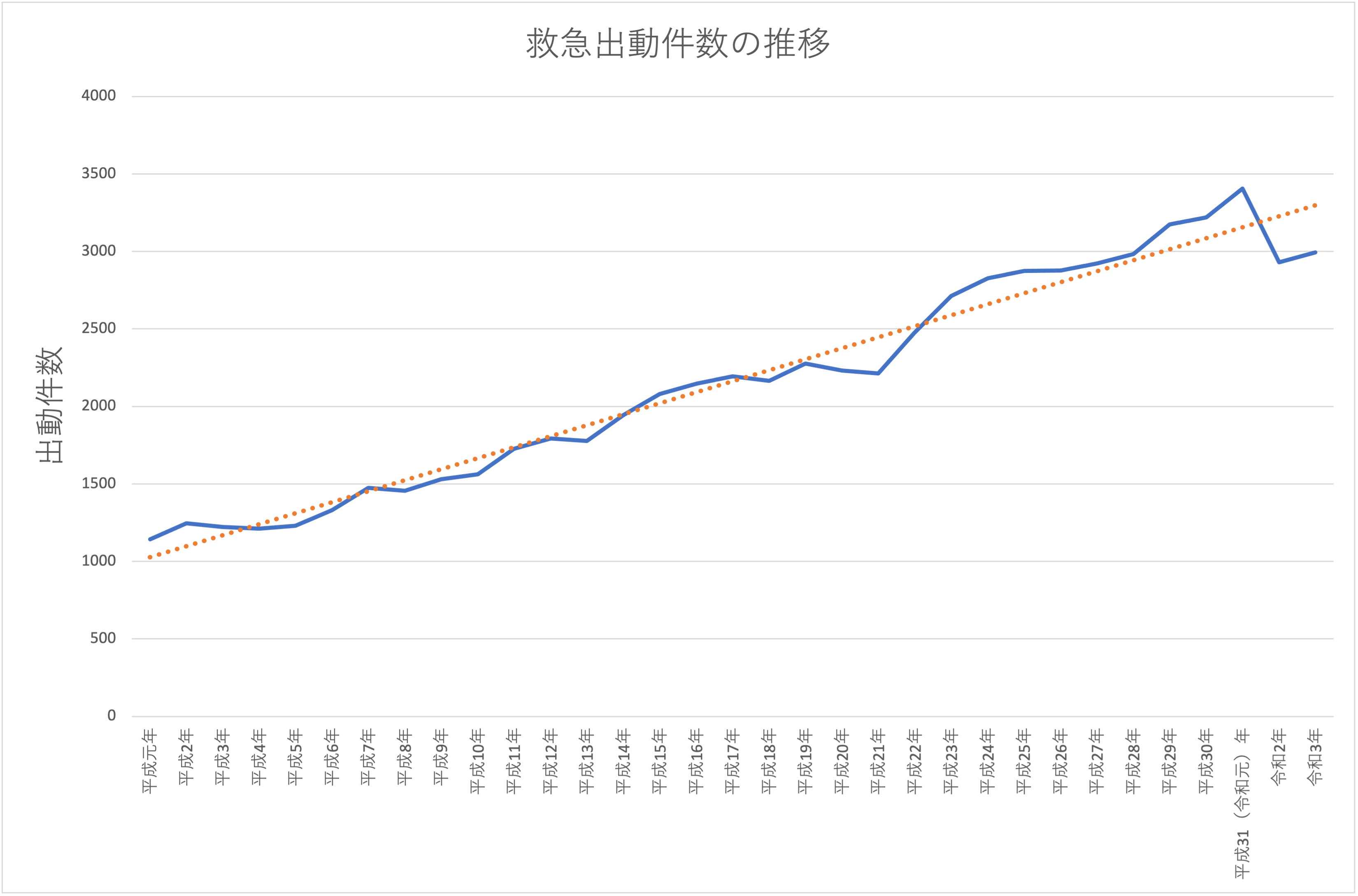
丹波市消防本部管内で発生した救急出動件数の推移

令和３年中の救急出動件数は2,994件（前年比64件増）、１日平均8.2件で搬送人員は2,858人（前年比42人増）となり、出動件数、搬送人員ともに昨年に引き続き3,000件を下回った。
令和3年中における搬送先については、全搬送人員の71.5％を丹波市内の医療機関に搬送しており、全搬送人員の95.1％を丹波市、丹波篠山市の丹波医療圏域及び、西脇市、福知山市の近隣医療圏域へ搬送している。 兵庫県立丹波医療センターの開院の影響により、市内収容率は、10年前（平成23年）の55.3％と比較すると、救急受け入れ体制が16.2％向上している。 
さらに、緊急に高度医療機関での治療を受けるため、公立豊岡病院ドクターヘリ（公立豊岡病院で運用）による搬送が17人、兵庫県ドクターヘリ（県立加古川医療センター等で運用）による搬送が10人となっている。

## 通信司令室
平成25年3月に消防本部庁舎増築及び訓練塔新築工事実施設計後、翌年平成26年3月に消防本部庁舎増築及び訓練塔新築工事竣工。
さらに翌年、平成27年4月に高機能消防指令センター及び消防救急デジタル無線システム運用開始。消防本部を基地局とし、山南町のイタリ山、氷上町の安全山、市島町の高谷山に中継局を設け電波を飛ばし、市内95％を網羅するものである。残り５％は、携帯電話で対応している。
　本署2階の増築部分に位置し、丹波市内の119番要請に対応している。
高機能消防指令センターの正面（建物北西側）にはモニターが設置されており、本署ガレージ前、本署玄関、山東出張所ガレージ前、市島駐在所ガレージ横、青垣駐在所ガレージ前、山南分駐所ガレージ前のリアルタイム映像が映し出される他、本署観測値の気象データ、出勤状況、通信状況、出動車両情報が映し出されている。

## 各署所在地及び配置車両
配置車両にあっては、流動的に配置変換されるため確定していない。車検や車両整備等で、車両の配置換えが行われた際は、その後、整備等が終了しても、元の配置場所には戻らない場合がほとんどである。また、退役間近の車両は主に本署に配置され、遠距離転院搬送等に出動し走行距離を伸ばす。退役車両は、スクラップされることが殆どであったが、近年はオークションに出品している。
| 消防署     | 住所                            | 配置車両(2023/04/08現在) |
| ---------- | ------------------------------- | --- |
| 消防本部   | 兵庫県丹波市柏原町母坪３７１−１ | ・1号車(高規格救急車) ・5号車(高規格救急車)[JA丹波ひかみ寄贈車] ・6号車(高規格救急車) ・7号車(高規格救急車) ・11号車(消防ポンプ自動車) ・15号車(化学消防ポンプ自動車) ・21号車(救助工作車) ・32号車(査察車) ・33号車(広報車) ・34号車(指揮支援車) ・ボートトレーラー |
| 山南分駐所 | 兵庫県丹波市山南町谷川1110      | ・3号車(高規格救急車) ・13号車(消防ポンプ自動車) |
| 山東出張所 | 兵庫県丹波市春日町野上野690-1   | ・2号車(高規格救急車) ・12号車(消防ポンプ自動車) |

| 車両番号 | 車両詳細             | 車両詳細 | 車両詳細   | 車両詳細     | 車両詳細   | 車両詳細            |      |
| 車両番号 | 車両名称             | 年式     | 配置年月   | コールサイン | 総重量(kg) | ポンプ              | 写真 |
| -------- | -------------------- | -------- | ---------- | ------------ | ---------- | ------------------- | ---- |
| 1号車    | 高規格救急車         | H26年    | H26年 12月 | たんば1      | 3145       | 積載なし            |      |
| 2号車    | 高規格救急車         | H28年    | H30年 3月  | たんば2      | 3175       | 積載なし            |      |
| 3号車    | 高規格救急車         | R2年     | R2年 3月   | たんば3      | 3195       | 積載なし            |      |
| 5号車    | 高規格救急車         | R2年     | R2年 12月  | たんば5      | 3205       | 積載なし            |      |
| 6号車    | 高規格救急車         | H28年    | H28年 1月  | たんば6      | 3195       | 積載なし            |      |
| 7号車    | 高規格救急車         | H29年    | H29年 2月  | たんば7      | 3185       | 積載なし            |      |
| 11号車   | 消防ポンプ自動車     | H25年    | H25年 3月  | たんば11     | 6685       | 1段ボリュート A-2級 |      |
| 12号車   | 消防ポンプ自動車     | H28年    | H28年 4月  | たんば12     | 6765       | 2段ボリュート A-2級 |      |
| 13号車   | 消防ポンプ自動車     | H30年    | H30年 4月  | たんば13     | 6745       | 2段ボリュート A-2級 |      |
| 15号車   | 化学消防ポンプ自動車 | H26年    | H26年 2月  | たんば15     | 12145      | 1段ボリュート A-2級 |      |
| 21号車   | 救助工作車           | H22年    | H22年 4月  | たんば21     | 12225      | 積載なし            |      |
| 32号車   | 査察広報車           | H15年    | H15年 6月  | たんば32     | 1695       | 積載なし            |      |

1~7号車、11~13号車、15号車にあっては[•119]のナンバーで統一されているが、21号車は[2255]となっている。これは消防本部の総務課総務係の電話番号72-2255の下4桁をとった番号である。

## 組織
- 消防本部
  - 総務課
    - 総務係

  - 予防課
    - 予防係
    - 危険物保安係

  - 警防課
    - 警防係

- 消防署
  - 調査庶務係
  - 消防第一係
  - 救急第一係
  - 救助第一係
  - 通信第一係
  - 消防第二係
  - 救急第二係
  - 救助第二係
  - 通信第二係
  - 山東消防係
  - 山南消防係

- 丹波市消防団（柏原・氷上・市島・青垣・山南・春日支団）

## 消防職員の配置
| 区分 | 消防司令長 | 消防司令 | 消防司令補 | 消防士長 | 消防副士長 | 消防士 | 事務職員 | 計    |
| ---- | ---------- | -------- | ---------- | -------- | ---------- | ------ | -------- | ----- |
| 人数 | 1          | 8        | 41         | 18       | 13(2)      | 4      | 2(1)     | 87(3) |

消防本部を除き、二交代制である。（）内は再任用職員数である。

## 消防力の基準と現況[2]
| 種別＼区分 | 種別＼区分 | 種別＼区分 | 種別＼区分 | 基準 | 現況 | 過不足 | 充足率(%) |
| ---------- | ---------- | ---------- | ---------- | ---- | ---- | ------ | --------- |
| 施設       | 署所       | 署所       | 署所       | 3    | 3    | 0      | 100       |
| 施設       | 車両       | ポンプ車   | 通常配備   | 3    | 3    | 0      | 100       |
| 施設       | 車両       | ポンプ車   | 非常用     | 1    | 0    | △1     | 0         |
| 施設       | 車両       | 救急車     | 通常配備   | 6    | 5    | △1     | 83        |
| 施設       | 車両       | 救急車     | 非常用     | 1    | 1    | 0      | 100       |
| 施設       | 車両       | はしご車   | はしご車   | 1    | 0    | △1     | 0         |
| 施設       | 車両       | 化学車     | 化学車     | 1    | 1    | 0      | 100       |
| 施設       | 車両       | 救助工作車 | 救助工作車 | 1    | 1    | 0      | 100       |
| 施設       | 車両       | 指揮支援車 | 指揮支援車 | 1    | 1    | 0      | 100       |
| 施設       | 車両       | 査察車     | 査察車     | -    | 1    | -      | -         |

救急車は1~7号車までの内、4号車が「死（し）」を連想させる語呂の関係で永久欠番となっており、4号車を除いた計6台が配備されている。

はしご車の購入については議論が続いているが、配置場所や運用隊の確保が困難であるなどの点から導入には至っていない。

## ロープレスキューチーム [TITAN]
丹波市消防本部の職員有志が、救助技術の向上を図ろうと、ロープレスキューチーム「TITAN（タイタン）」を組織し、非番日を利用して自主訓練に励んでいる。25―42歳の5人が在籍する。同自主訓練は、職員の資質向上や行政事務の効率化などへの課題に取り組む自主的な活動を支援する「市職員自主研修グループ等育成事業」を活用。
昨年6月結成。チーム名は、市のマスコットキャラクター「ちーたん」を英語表記したものだが、ギリシャ神話に登場する勇猛な巨神一族「タイタン」、強靭な金属「チタン（チタニウム）」にもあやかった。

## 令和5年度兵庫県・丹波地域合同防災訓練
令和5年9月3日（日曜日）に丹波市をメイン会場として、大雨による河川の氾濫や土砂崩れ等の大規模災害の発生を想定した「令和5年度兵庫県・丹波地域合同防災訓練」が実施された。丹波の森公苑、柏原住民センター、丹波市立看護専門学校体育館を会場とし、消防や警察、自衛隊等関係機関約60機関、約800人が参加した。訓練の主な内容は以下の通りである。

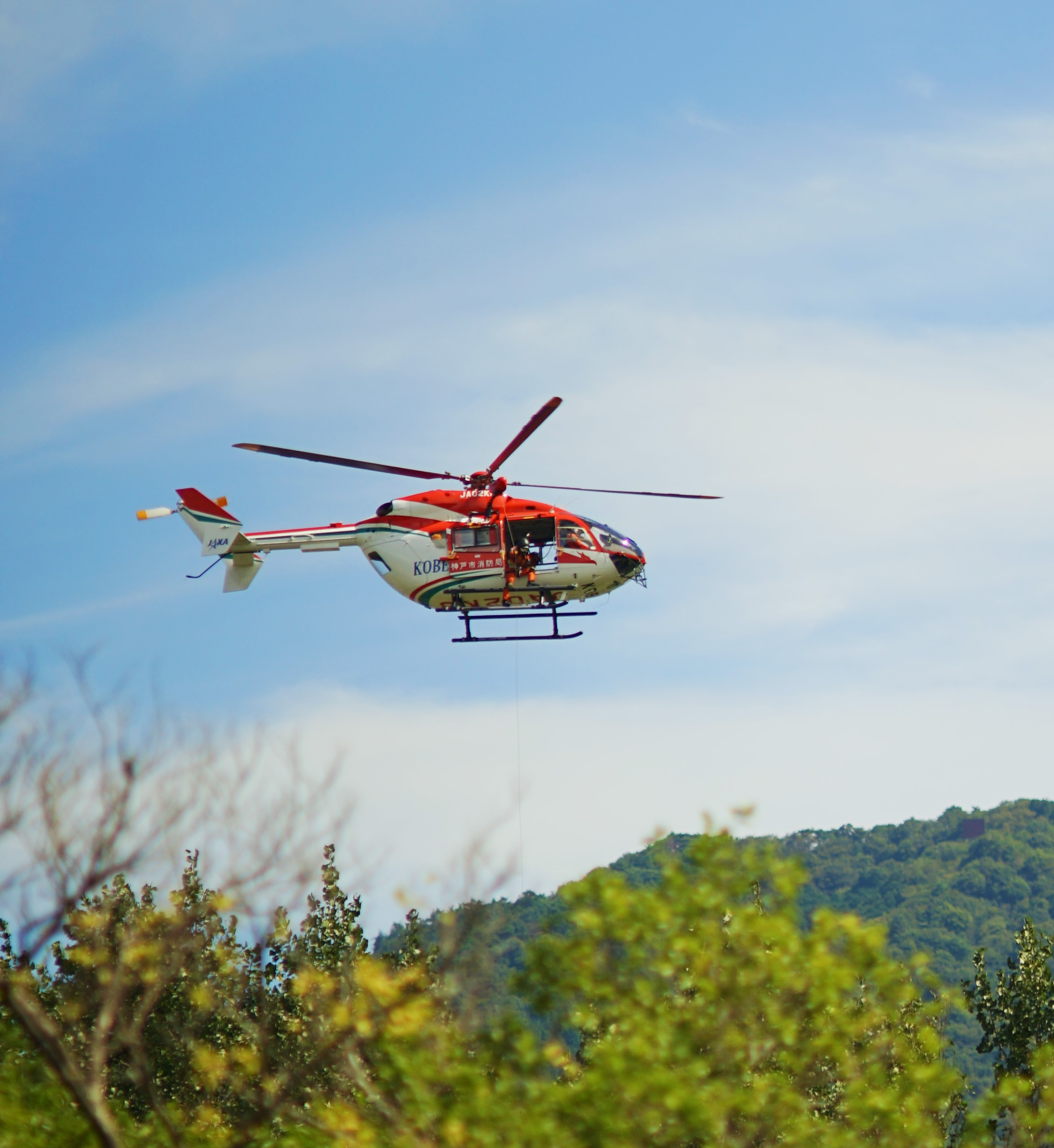
令和5年度兵庫県・丹波地域合同防災訓練に参加する兵庫県消防防災航空隊

(1)情報伝達・災害対策本部設置訓練（丹波市、丹波篠山市）
(2)水防活動訓練（越水対策、土のう積み）（丹波市）
(3)道路啓開訓練（丹波市）
(4)ライフライン復旧訓練（丹波市）
(5)合同指揮所設置訓練（丹波市）
(6)救出・救助訓練（丹波市）
(7)応急救護所、大規模救護所設置訓練（丹波市）
(8)重傷者広域搬送訓練（丹波市）
(9)地域保健医療対策課意義設置運営訓練（丹波市）
(10)避難所（福祉避難所含む）設置・運営訓練（丹波市、丹波篠山市）
(11)ボランティアセンター設置・運営訓練（丹波市）
(12)ペットの同行避難訓練（丹波市）

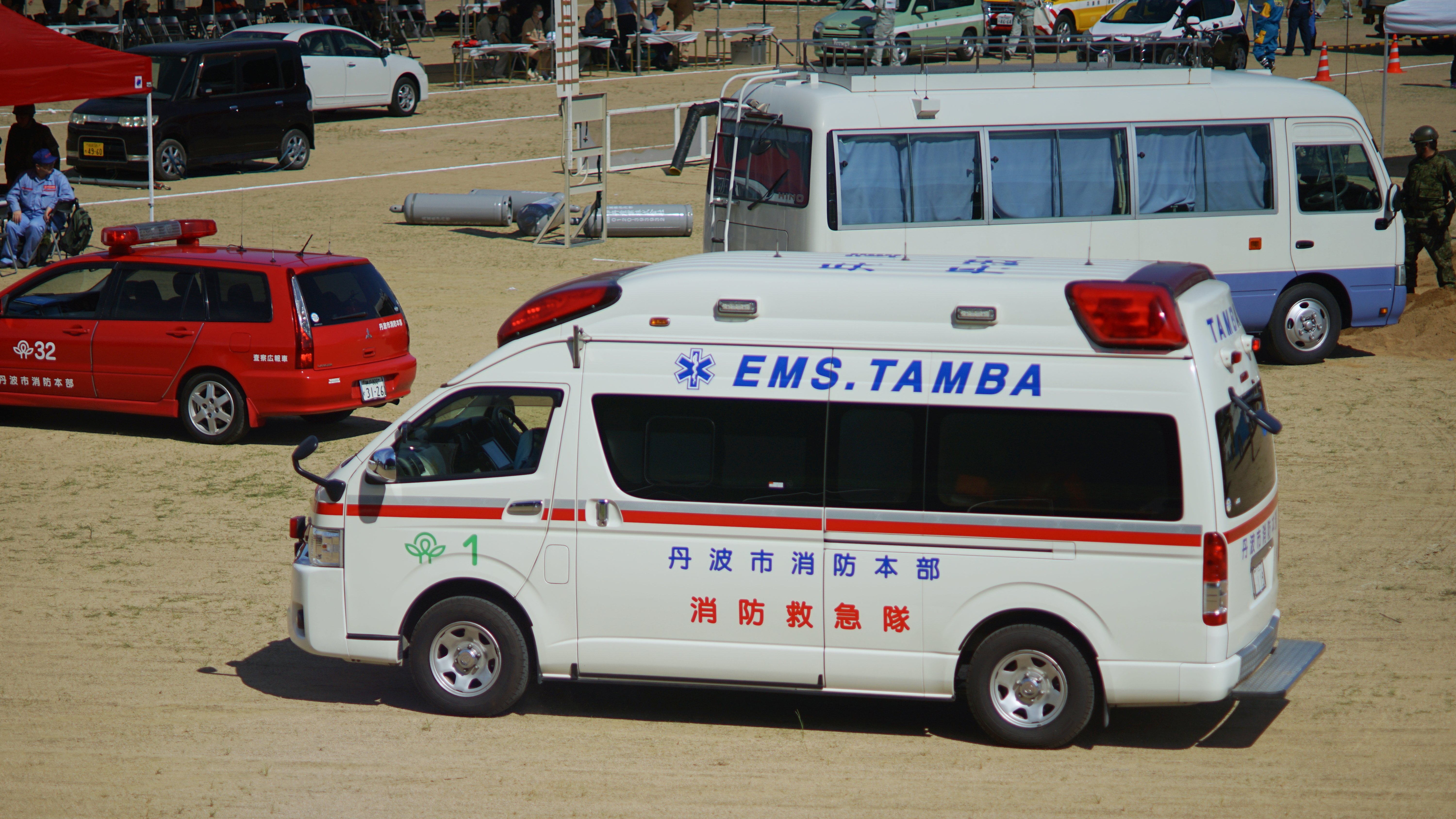
令和5年度兵庫県・丹波地域合同防災訓練に参加する1号車

(13)協定事業者による陸路物資搬送訓練（丹波市）

## 小学生向け調べ学習活用サイト
小学生のみなさんが、調べ学習で使えるサイトです！非公式なので、内容に変更があるかもしれません。
丹波市消防本部[非公式サイト]調べ学習活用サイト